# Coquillettomyia umida
Coquillettomyia umida är en tvåvingeart som först beskrevs av Möhn 1955.  Coquillettomyia umida ingår i släktet Coquillettomyia och familjen gallmyggor. Inga underarter finns listade i Catalogue of Life.